# 한칸협공
한칸협공은 귀에 걸쳐온 상대의 돌을 한칸 떨어진 곳에서 협공하는 수법이다. 한칸낮은협공과 한칸높은협공이 있다.